# Anthurium chrysolithos
Anthurium chrysolithos är en kallaväxtart som beskrevs av Thomas Bernard Croat och Oberle. Anthurium chrysolithos ingår i släktet Anthurium och familjen kallaväxter. Inga underarter finns listade.